# Kim Yeun-ja
Kim Yeun-ja (coreà: 김연자)  (Corea del Nord, 10 de febrer de 1943) va ser una jugadora de voleibol nord-coreana que va competir durant la 1970.
El 1972 va prendre part en els Jocs Olímpics de Múnic, on guanyà la medalla de bronze en la competició de voleibol.